# La mansión (película)
Le Manoir (La Mansión en español) es una comedia de terror francesa dirigida por Tony Datis, estrenada el 21 de junio de 2017.

## Sinopsis
Un grupo de estudiantes se reúne para festejar el Año Nuevo en una antigua mansión. La noche se convertirá rápidamente en una pesadilla cuando uno de los invitados desaparece y comienzan a suceder sucesos extraños.

## Elenco
- Natoo como Nadine.
- Marc Jarousseau como Fabrice.
- Mister V como Djamal.
- Ludovik como Bruno.
- Jérôme Niel como Stéphane.
- Vincent Tirel como Drazic.
- Vanessa Guide como Samantha.
- Lila Lacombe como Charlotte.
- Delphine Barril como Jess.
- Baptiste Lorber como Enzo.
- Willy Denzey como él mismo.

## Ficha técnica
- Título original (francés): Le Manoir
- Dirección: Tony Datis
- Guion: Marc Jarousseau, Dominique Gauriaud, Bernardo Barilli y Jurij Prette
- Producción: Sidonie Dumas
- Productora: Gaumont
- Distribución: Gaumont
- País de origen: Francia
- Idioma original: Francés
- Género: Comedia, horror, slasher
- Estreno: 21 de junio de 2017 (Francia)
- Clasificación :
  - Apta para mayores de 12 años

## Taquilla
| País    | Taquilla         | Semanas |
| ------- | ---------------- | ------- |
| Francia | 217 806 entradas | 6       |